# Station Nieborowice
Station Nieborowice is een spoorwegstation in de Poolse plaats Nieborowice.